# Djamili Aboudou
Djamili Aboudou (n. 16 februarie 1996, Grande-Synthe, Nord-Pas-de-Calais, Franța) este un boxer ce a reprezentat Franța, medaliat olimpic. A participat la o ediție a Jocurilor Olimpice (2024) în care a câștigat o medalie de bronz.

## Participări
Lista de mai jos prezintă principalele competiții la care a participat Djamili Aboudou de-a lungul carierei.
- Box la Jocurile Olimpice de Vară din 2024 – categoria supergrea (masculin)[1]